# SJ Dm
Die Baureihe SJ Dm der Statens Järnvägar (SJ) sind elektrische Lokomotiven für den Einsatz vor Erzzügen auf der Erzbahn zwischen Narvik und Luleå. Sie wurden in mehreren Serien zwischen 1953 und 1971 beschafft. Sie konnten Züge bis zu 3400 t befördern.
Zwei Exemplare wurden 1996 von MTAB (MTAB Malmtrafik i Kiruna AB) übernommen.

## Geschichte
Die Doppellokomotiven, bestehend aus je zwei Dm (I), wurden von der Baureihe Da (Achsfolge 1’C1’) abgeleitet. Jeder Lokteil erhielt eine eigene Nummer; die beiden Hälften konnten jedoch nur in der Werkstatt getrennt werden.

### Technik
Jeder der beiden Lokteile hat vier gekuppelte Antriebsachsen und in der Mitte eine Blindwelle, die von zwei Elektromotoren angetrieben wird. Eine Laufachse ist nur an den jeweils äußeren Lokenden vorhanden. Jede Hälfte der Lok hat einen Führerstand und einen Stromabnehmer.

### SJ Dm (I)
Ursprünglich war jeder Lokteil mit zwei KJC-Motoren mit je 920 kW ausgerüstet, so dass die Doppellokomotiven vier Motoren dieser Leistung besaßen. Um die Zugkraft der Doppellokomotiven zu erhöhen, wurden sie ab etwa 1962 auf KJD-Motoren mit je 1035 kW umgerüstet. Im Regelfalle bildeten immer zwei nummernmäßig folgende Lokhälften eine Doppellok (Beispiel: Dm 834 + Dm 835; Dm 836 + Dm 837 usw.).
Bis etwa 1980 waren die Doppellokomotiven vom Bahnbetriebswerk Kiruna aus zusammen mit den dreiteiligen Dm3 auf der Erzbahn im Einsatz. Auf Grund der steigenden Zugmassen erfüllten sie die dortigen Anforderungen nicht mehr und wurden weiter in den Süden an die Betriebswerke Ånge und Gävle abgegeben, von wo aus sie im leichteren Güterzugverkehr noch einige Jahre im Einsatz waren.
1991/92 wurden die Lokomotiven bis auf die Dm 974 + Dm 975, Dm 985 + Dm 986 und die bereits umgebaute Serie Dm 1201–1230 abgestellt und ausgemustert. Die erst 1971 gelieferten Dm 1249 + Dm 1250 entgleisten 1992 bei Katterat und wurden danach ebenfalls verschrottet. 
Die Dm 946 + Dm 947 wurden 1992 dem Museum FMJ in Finspång übergeben. 1997 kamen sie zurück zur SJ nach Notviken. Dort wurde sie 1998 verschrottet.

### SJ Dm (II)
Da sich bereits Ende der 1950er Jahre die Zugmassen erheblich erhöhten, wurde neben der Umrüstung mit stärkeren Motoren der Bau einer dreiteiligen Lokomotive geplant. Deshalb wurden aus der 1960 gebauten Serie sechs Lokomotiven für den Einbau eines führerstandslosen Mittelteils mit der dafür notwendigen technischen Ausrüstung ausgestattet und diese der Baureihe Dm (II) zugeordnet.
Dazu wurden drei führerstandslose Mittelteile Dm3 977, Dm3 980 und Dm3 983 gebaut und mit den sechs Lokteilen zu drei dreiteiligen Lokomotiven mit der Reihung Dm (II)+Dm3+Dm (II) sowie mit fortlaufender Nummerierung gebildet. Die offizielle Bezeichnung der Dreifach-Loks ist Dm+Dm3+Dm, wobei sie verkürzt Dm3 genannt wurden.
Nachdem sich die dreiteiligen Lokomotiven im Betriebseinsatz bewährten, wurden zwischen 1967 und 1970 16 weitere Mittelteile mit den Betriebsnummern Dm 1231–1246 beschafft. 
Sämtliche Lokhälften aus der Serie Dm 1201–1230 wurden im gleichen Zeitraum für den Einbau dieser Mittelteile umgebaut und ebenso der Baureihe Dm (II) zugeordnet. Anschließend wurden sie nach dem Zusammenbau als dreiteilige Einheiten eingesetzt.

## MTAB Dm2
Mit der 1996 erfolgten Übergabe sämtlicher Erzbahnlokomotiven von Statens Järnvägar an MTAB Malmtrafik i Kiruna AB kamen die beiden noch vorhandenen Dm 974 + Dm 975 und Dm 985 + Dm 986 zu MTAB. Ab diesem Zeitpunkt erhielten diese die Baureihenbezeichnung MTAB Dm2.
Beide Doppellokomotiven wurden 1997 abgestellt, die Dm2 985 + Dm2 986 wurden 1999 und die Dm2 974 + Dm2 975 2004 in Kiruna verschrottet. Somit ist keine der ehemaligen zweiteiligen Dm erhalten geblieben.

## Norwegische El 12
Vier Paare fast identischer Halblokomotiven beschafften die Norges Statsbaner (NSB) 1954 und 1957 als Baureihe El 12. Diese wurden in der Anfangszeit als Doppellokomotiven fest gekuppelt, später auch als Dreifachlokomotiven.